# آتش فراموش‌نشدنی
«آتش فراموش نشدنی» (به انگلیسی: The Unforgettable Fire) آلبومی از یوتو است که در ۱ اکتبر ۱۹۸۴ منتشر شد.